# Claude Moliterni
Claude Moliterni est un directeur éditorial, écrivain, historien et scénariste de bande dessinée français né le 21 novembre 1932 à Paris et mort le 21 janvier 2009 dans la même ville. Il fait partie des fondateurs, en 1974, du festival international de la bande dessinée d'Angoulême.

## Biographie
Claude Moliterni intègre l'école nationale des chartes. Entré chez Hachette en 1955 comme documentaliste, Moliterni rejoint au début des années 1960 le CELEG, un groupe de passionnés de bande dessinée, qu'il quitte en 1966 pour fonder un groupe concurrent, la Socerlid, qu'il préside et dont il dirige la revue d'étude, Phénix, jusqu'à son arrêt en 1977. Claude Moliterni emploie plusieurs pseudonymes pour écrire une centaine de romans policiers et il réalise des séries policières pour Radio Luxembourg, ainsi que des livres-disques.
En 1965, il organise Dix millions d'images : l'âge d'or de la BD, première grande exposition de bande dessinée en France et qui connaît à Paris « un succès foudroyant »,. Il co-fonde le salon international des bandes dessinées en Italie, qui connaît sa première édition en 1965. En 1967, il organise au musée des arts décoratifs de Paris l'exposition itinérante Bande dessinée et Figuration narrative, qui, en 1972, se déplace à Angoulême. Avec Francis Groux et Jean Mardikian, Moliterni crée en 1972 les « Jeudis de la BD », dans le cadre de La Quinzaine de la lecture, qui connaît un « succès considérable ». Molterni, qui fait partie des organisateurs du salon de Lucques, le plus important en Europe, y emmène Groux et Mardikian fin 1973. S'inspirant de ce modèle, tous trois lancent le festival international de la bande dessinée d'Angoulême, dont la première édition a lieu en janvier 1974 et qui connaît un succès immédiat. En outre, Moliterni organise près de 200 expositions de 1965 à 2005 avec des célébrités comme Burne Hogarth, Milton Caniff, Will Eisner, Philippe Druillet, Jean Giraud, Franquin, Hugo Pratt, etc.. En outre, il est cofondateur du festival international de la bande dessinée de Chambéry en 1967, du festival d’Ajaccio en 1984, d'Expocartoon à Rome en 1993. En 1973, il devient directeur éditorial chez Dargaud, fonction qu'il exerce jusqu'en 1989 et son départ pour Gautier-Languereau. En 1990, il reprend son indépendance en fondant Bagheera, sa propre maison d'édition, qui cesse en 1998. Moliterni est le premier à concevoir des CD-Rom sur le 9e art. En 2007, il organise le Carrefour de l'Image, à Aubenas.
Moliterni, grand collectionneur de dessins originaux (offerts par des amis), rédige plusieurs ouvrages sur la bande dessinée, dont Aventure de la bande dessinée (Gallimard), Dictionnaire mondial de la bande dessinée, Encyclopédie de la bande dessinée (1974), 'Histoire mondiale de la bande dessinée (1990), Les Aventures de la BD (1996), activité qu'il poursuit jusqu'aux années 2000. En 2000, il cofonde le site BDZoom.

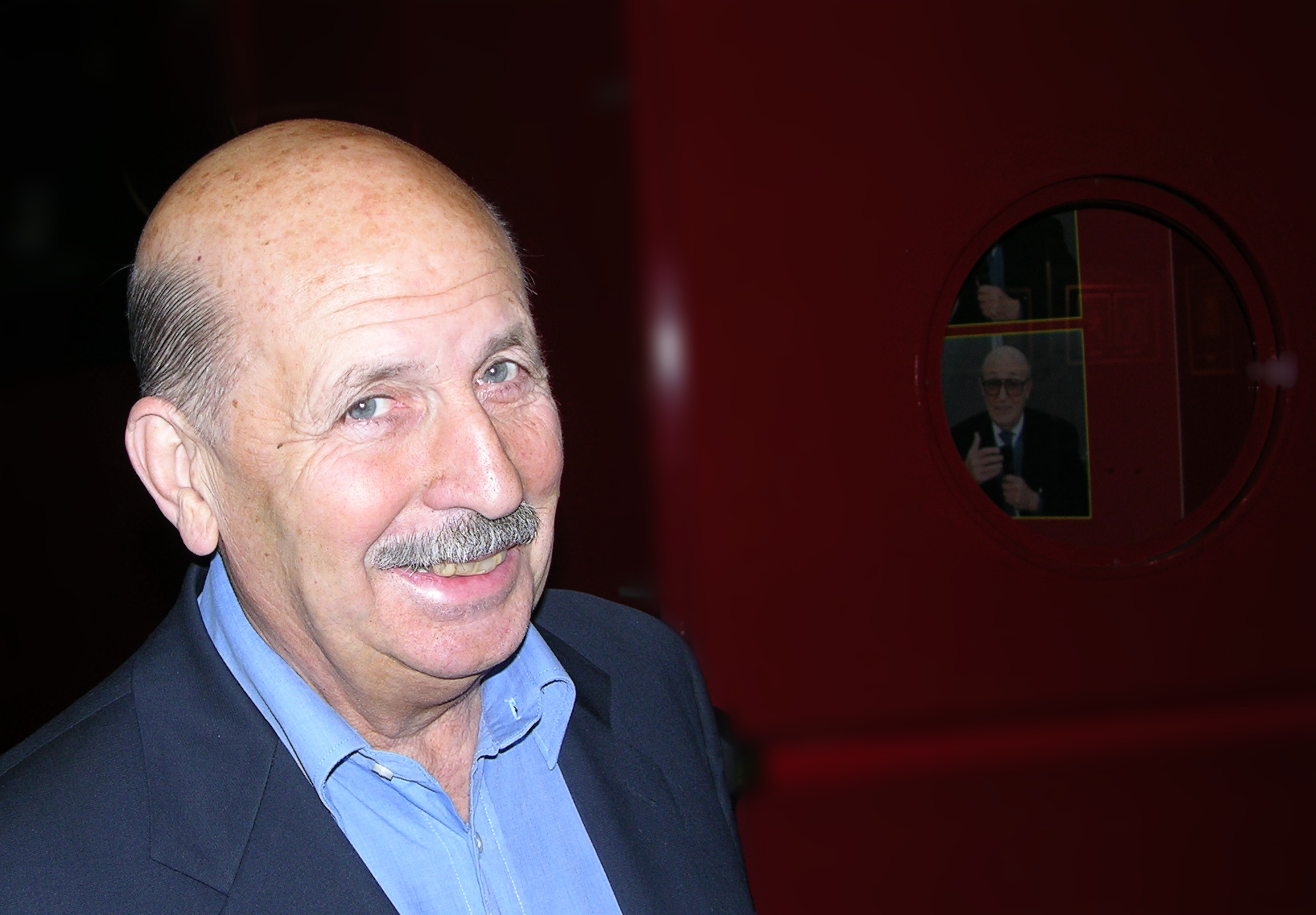
Claude Moliterni a Torino Comics 2005 - photo Gianfranco Goria

Depuis la fin des années 1960, il double par ailleurs ses activités de spécialiste et d'éditeur d'un travail de scénariste, d'abord avec Robert Gigi, puis avec d'autres dessinateurs à partir de 1975 – il écrit en tout une vingtaine de bandes dessinées de genre ou publicitaires. Il est également directeur de rédaction pour des périodiques de bande dessinée comme Pogo/Poco, Les Pieds nickelés magazine, Pilote, Charlie Mensuel, Lucky Luke, etc.
Toute sa vie, Moliterni a œuvré pour la reconnaissance de la bande dessinée et sa popularisation,. Dans Le Monde, le chroniqueur culturel Yves-Marie Labé le définit comme « avant tout, un encyclopédiste et un défricheur ».

## Œuvres

### Bande dessinée
- Scarlett Dream, avec Robert Gigi :

1. Scarlett Dream, Éric Losfeld, 1967.
2. Araignia, SERG, 1972.
3. L'Inconnu de Hong-Kong, Dargaud, coll. « Aventures », 1979.
4. Ombres sur Venise, Dargaud, coll. « Aventures », 1980.
5. À deux pas de l'enfer, Dargaud, coll. « Aventures », 1981.
6. En double commande, Dargaud, coll. « Aventures », 1982.

- Orion, avec Robert Gigi, Dargaud, coll. « Histoires fantastiques », 1974.
- Agar, avec Robert Gigi, Dargaud :

1. Les Jouets maléfiques, 1974.
2. Les Phantasmes de la nuit', 1975.
3. Eclipso, le magicien de la planète morte, 1976.

- Yves Sainclair, avec Patrice Serres, Dargaud, 2 vol., 1975-1976.
- Taar, avec Jaime Brocal Remohí, Dargaud, 12 vol., 1976-1988.
- Harry Chase, avec Walter Fahrer, Dargaud, 7 vol., 1979-1989[9].
- Albator, avec le Studio Five Stars, Dargaud, 5 vol., 1980-1981.
- Une bible en bande dessinée, avec Jesús Blasco, Dargaud, 1983.
- Les Religions de la Bible, avec divers dessinateurs, Dargaud, 5 vol., 1984-1985.
- Marc Jourdan, avec Eugenio Sicomoro, Dargaud puis Bagheera, 2 vol., 1985-1993.
- Massala. La Première Guerre des Juifs contre les Romains, avec Jean-Marie Ruffieux, Dargaud, coll. « Histoire », 1986.
- David et Salomon. Rois d'Israël, avec Jean-Marie Ruffieux, Dargaud, coll. « Histoire », 1986.
- Hérode la grand. Roi des Juifs, avec Jean-Marie Ruffieux, Dargaud, coll. « Histoire », 1986.
- Les Patriarches. Abraham et ses fils, ISaac, Jacob & Joseph, avec Jean-Marie Ruffieux, Dargaud, coll. « Histoire », 1986.
- Le Concombre masqué : Pas de sida pour Miss Poireau !, avec Nikita Mandryka, Giphar, 1987. Album publicitaire
- L'Aventure olympique, avec Pierre Dupuis, Dargaud, 2 vol., 1990-1992.
- Indiana Jones, avec Giancarlo Alessandrini, Bagheera, 3 vol., 1993-1995.
- Banga et le mystère de la Rolls blanche, avec Mic Delinx, CSR Pampryl, 1996. Album publicitaire

### Essais, dictionnaires, introductions
- Paris, mai-juin 1968, avec Édouard Dejay et Philippe Johnsson, SERG, 1968.
- La Lune. Des premiers astronomes aux vols Apollo, avec Pierre Couperie, SERG, 1969.
- Napoléon, SERG, 1969.
- Introduction et traduction de Winsor McCay, Little Nemo in Slumberland, Pierre Horay, 1969. Introduction et traduction.
- Histoire de la bande dessinée d'expression française (dir.), SERG, coll. « Phénix » no 1, 1972.
- Entretiens avec Gir, Jean-Michel Charlier, Robert Gigi, Hugo Pratt, Fred, Gotlib, Philippe Druillet, SERG, coll. « Phénix » no 2, 1973.
- Encyclopédie de la bande dessinée, avec Pierre Couperie et Henri Filippini, SERG :

1. A à Cap, 1974.
2. Cap à Dea, 1975.

- La Littérature de la bande dessinée, Robert Laffont, 1976.
- Histoire mondiale de la bande dessinée (dir.), Pierre Horay, 1980. Rééd. augmentée 1990.
- Dictionnaire mondial de la bande dessinée, avec Patrick Gaumer, Larousse, 1994. Édition poche 1997, nouvelles éditions 1998, 2001 et 2010.
- Chronologie de la bande dessinée, Flammarion, coll. « Tout l'art », 1996.
- Les aventures de la BD, coll. « Découvertes Gallimard / Littératures » (no 273), avec Michel Denni et Philippe Mellot, Gallimard, 1996.
- Les Héros de la bande dessinée internationale et leurs auteurs, avec Philippe Mellot et Michel Denni, Oda Édition, 1998. CD-ROM.
- Snoopy, Charlie Brown et les autres. L'Album de famille de Schulz, La Martinière, 2000.
- L'ABCdaire de la bande dessinée, avec Philippe Mellot et Laurent Turpin, Flammarion, coll. « ABCdaire » no 145, 2002.
- Claude Moliterni, Philippe Mellot, Laurent Turpin, Nathalie Michel-Szelechowska et Michel Denni, BD Guide - Encyclopédie de la BD internationale, Omnibus, 2003[10],[11].
- Claude Moliterni, Philippe Mellot, Laurent Turpin, Nathalie Michel-Szelechowska et Michel Denni, BD Guide 2005, Omnibus, 2004[12]

### Travail éditorial
- Rédacteur en chef de Lucky Luke, Dargaud, 1974-1975.

## Distinctions
- 1973 :  Prix Saint-Michel de la promotion de la BD, pour son action au sein de la société française de Bandes Dessinées
- 1976 : Prix Promotion de la BD pour L'Encyclopédie de la B.D. (avec Pierre Couperie et Henri Filippini)
- 1988 : Alfred de la communication publicitaire pour Pas de sida pour Miss Poireau (avec Nikita Mandryka)
- Officier des Arts et des Lettres, Chevalier de l'ordre national du Mérite, Chevalier de la Légion d'honneur[3].